# Karel Boromejský Kašpar
Karel Boromejský Kašpar (16 de maig de 1870 – 21 d'abril de 1941) va ser un cardenal txec de l'Església Catòlica. Serví com a arquebisbe de Praga de s de 1931 fins a la seva mort, deu anys després, i va ser elevat al Col·legi Cardenalici el 1935.

## Biografia
Nascut Mirošov, Karel Kašpar a estudià al seminari de Plzeň i a l'Ateneu Pontifici Romà de Sant Apol·linar de Roma. Va ser ordenat prevere el 25 de febrer de 1893, realitzant treball pastoral a Svojšín fins al 1895. El 1899 començà a fer treball pastoral a Praga i va ser fet canonge del seu capítol catedralici.
El 8 de març de 1920 va ser nomenat bisbe titular de Betsàida i auxiliar de Hradec Králové. Va rebre la consagració episcopal l'11 d'abril següent de mans de l'arquebisbe František Kordač. Kašpar va ser nomenat bisbes de Hradec Králové el 13 de juny de 1921 i arquebisbe de Praga el 22 d'octubre de 1931. A Praga, a més, era Primat de l'Església a Txecoslovàquia.
El papa Pius XI el creà cardenal al consistori del 16 de desembre de 1935, amb el títol de cardenal prevere de Santi Vitale, Valeria, Gervasio e Protasio. En ocasió de la visita del rei Carol II de Romania a Praga el 1936, Kašpar permeté que el seu seguici mengessin carn en divendres.
Kašpar va ser un dels cardenals electors que van participar en el conclave de 1939 que escollí el Papa Pius XII.
Kašpar va morir a Praga a l'edat de 70 anys. Està enterrat a la catedral de Sant Guiu de Praga.